# 四明公所事件
31°13′52″N 121°29′21″E / 31.231192°N 121.489242°E

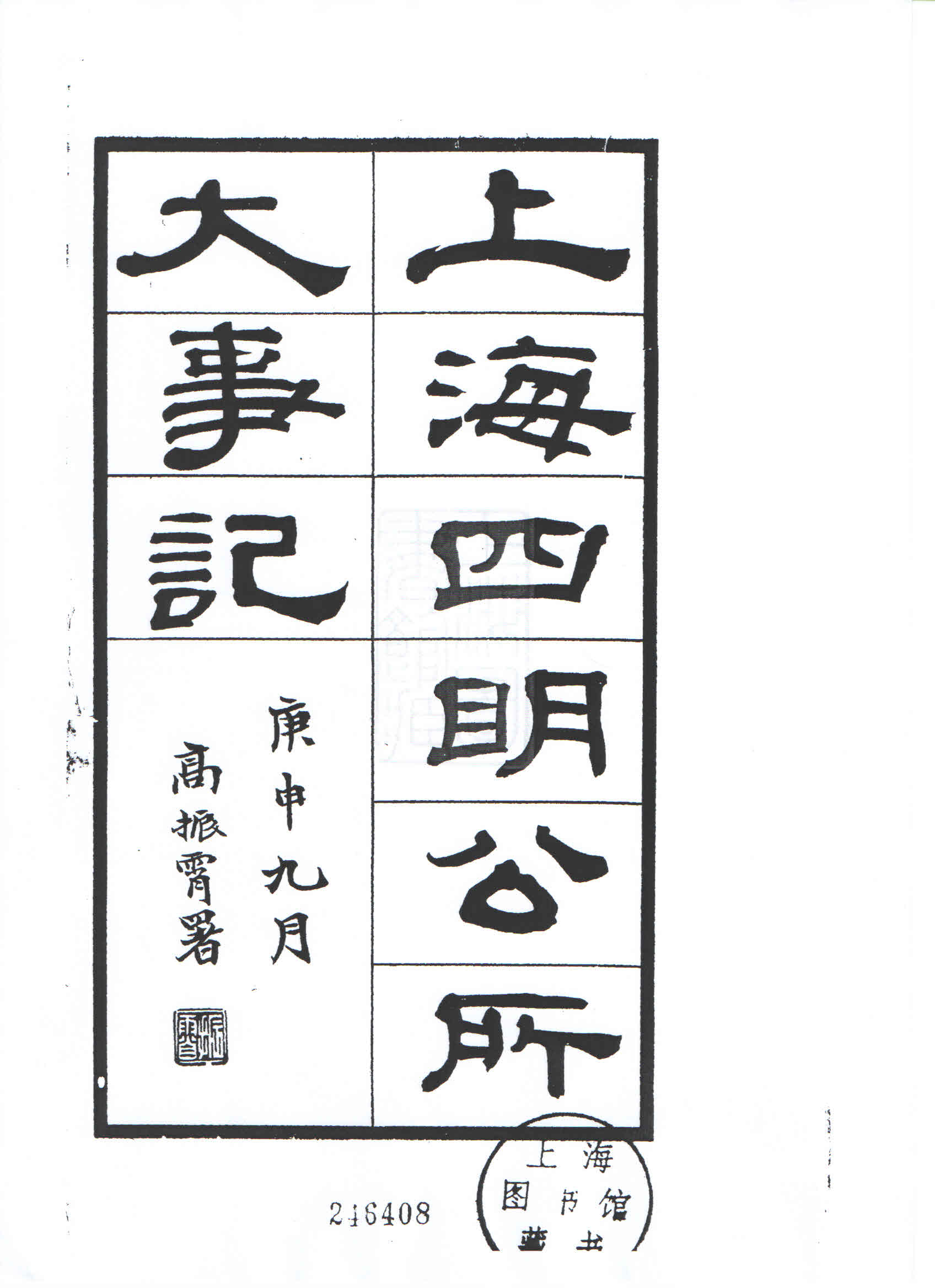
四明公所大事记

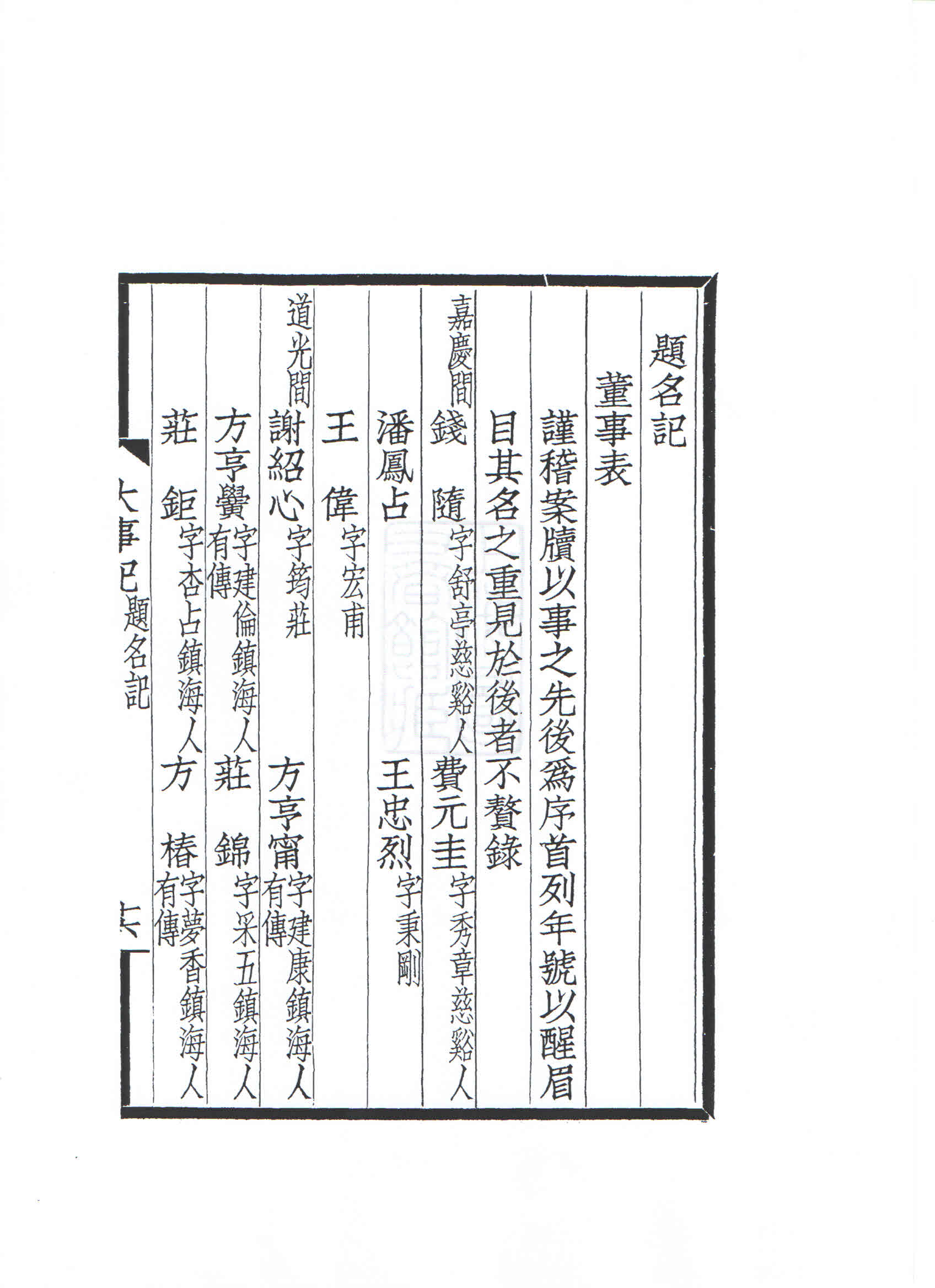
四明公所历届董事表第一页

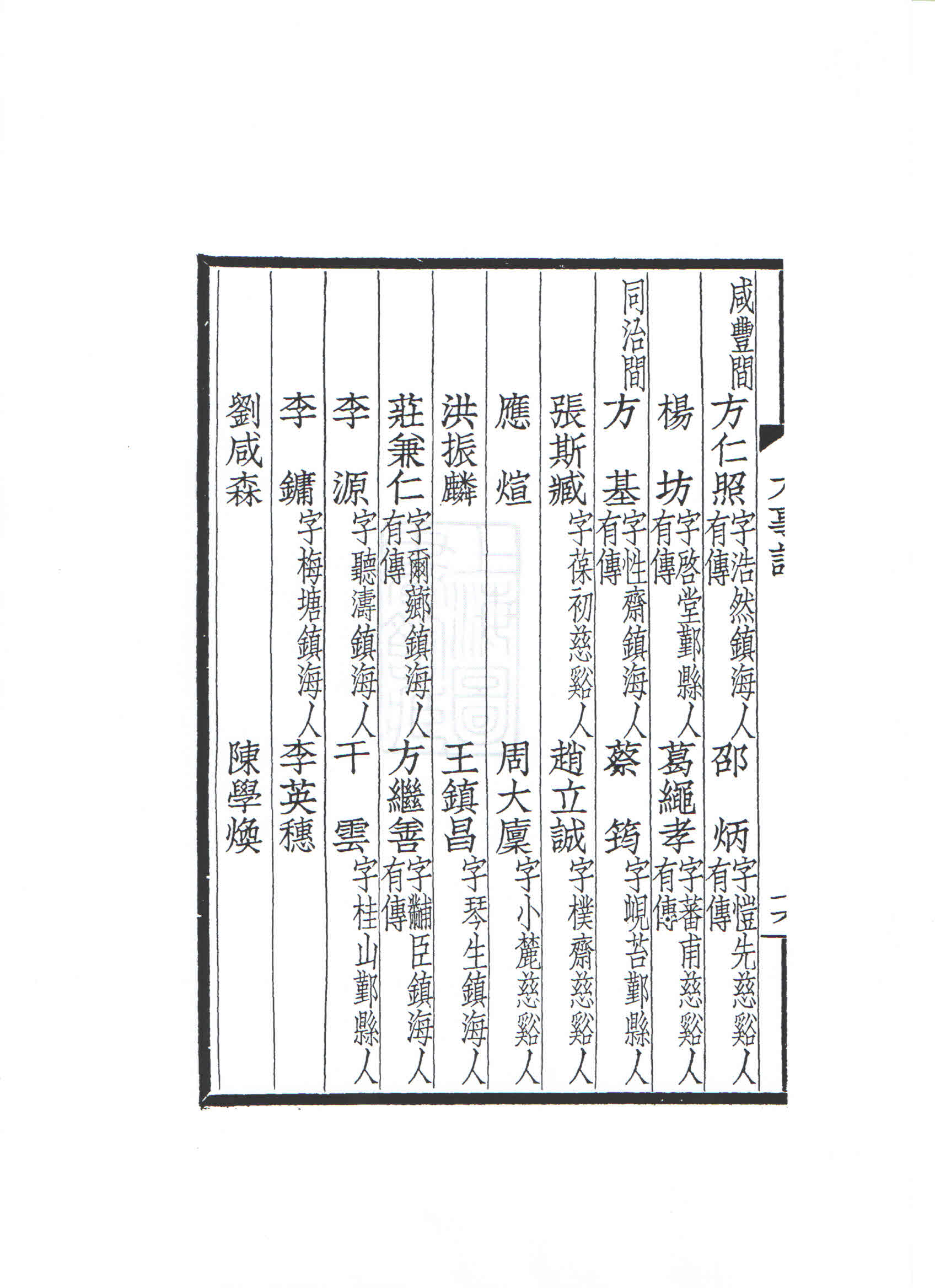
四明公所历届董事表第二页

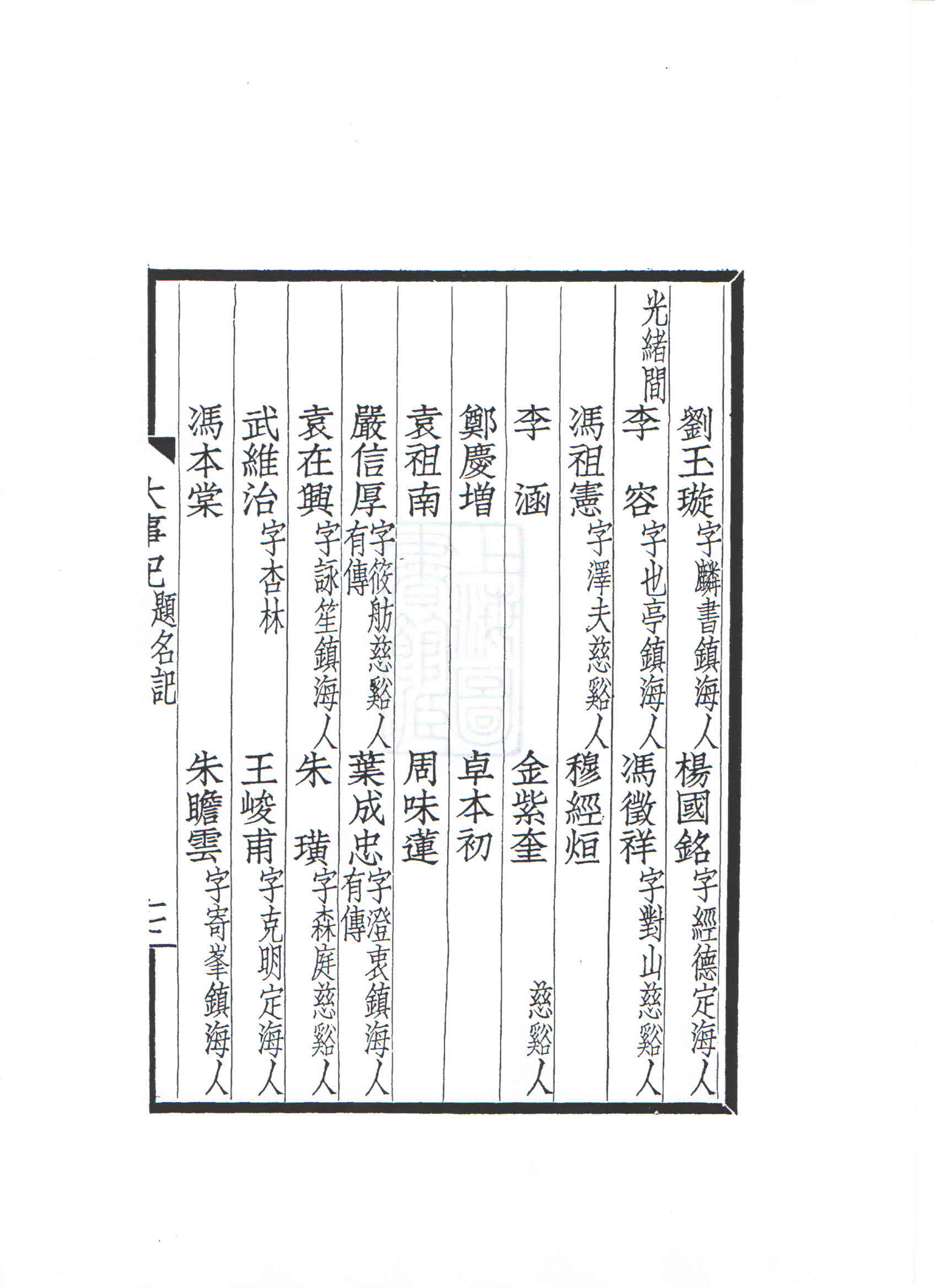
四明公所历届董事表第三页

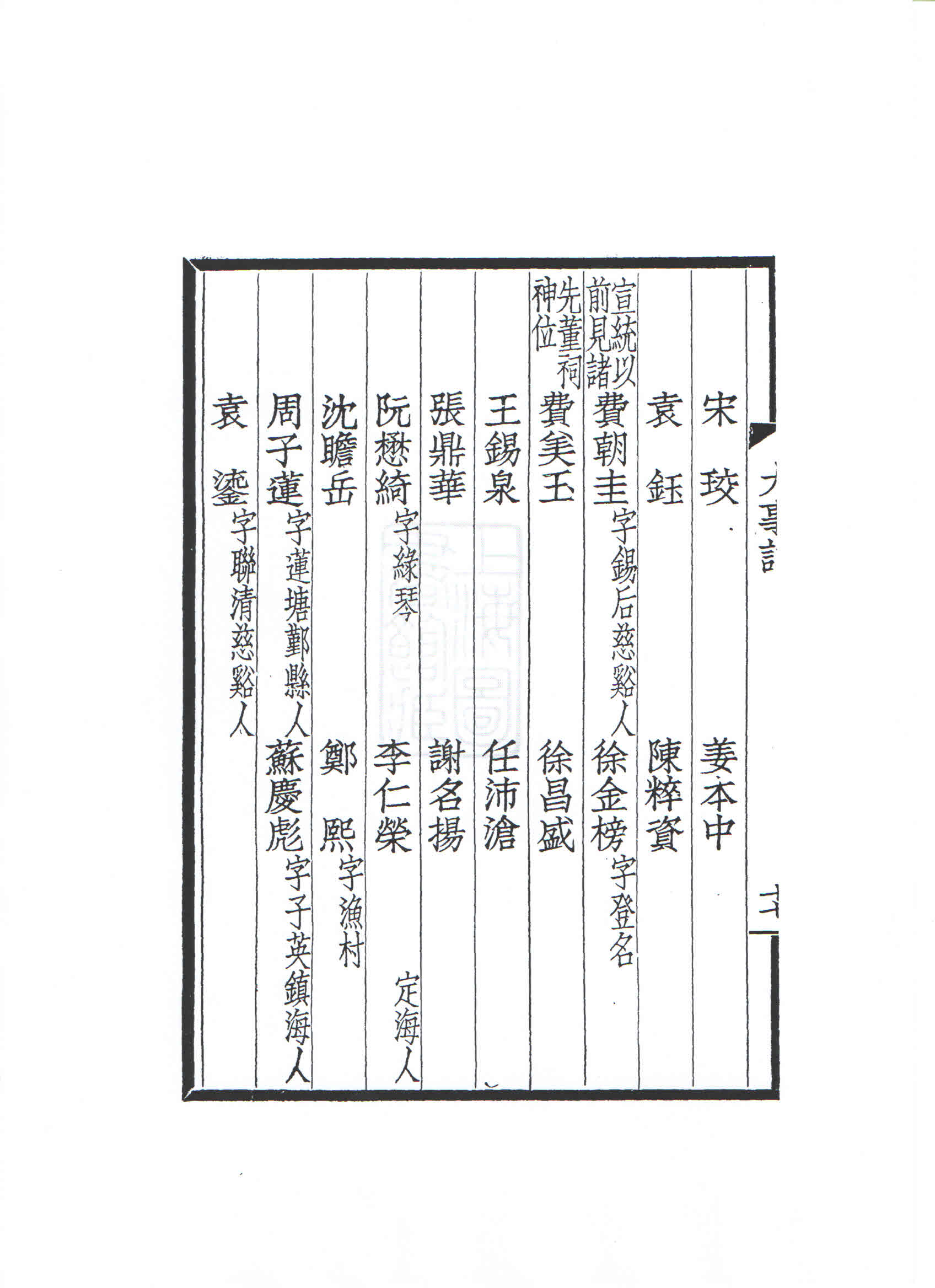
四明公所历届董事表第四页

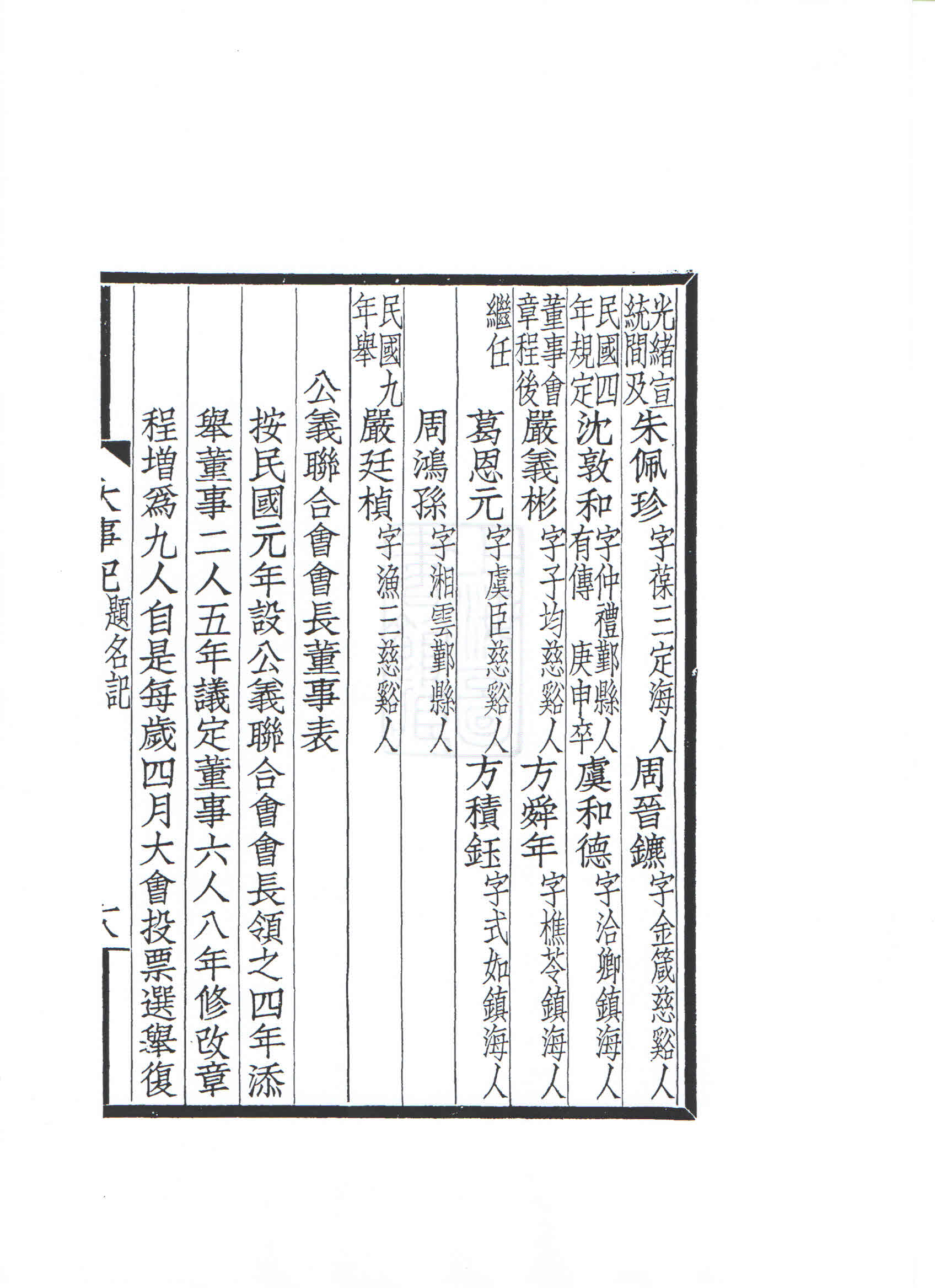
四明公所历届董事表第五页

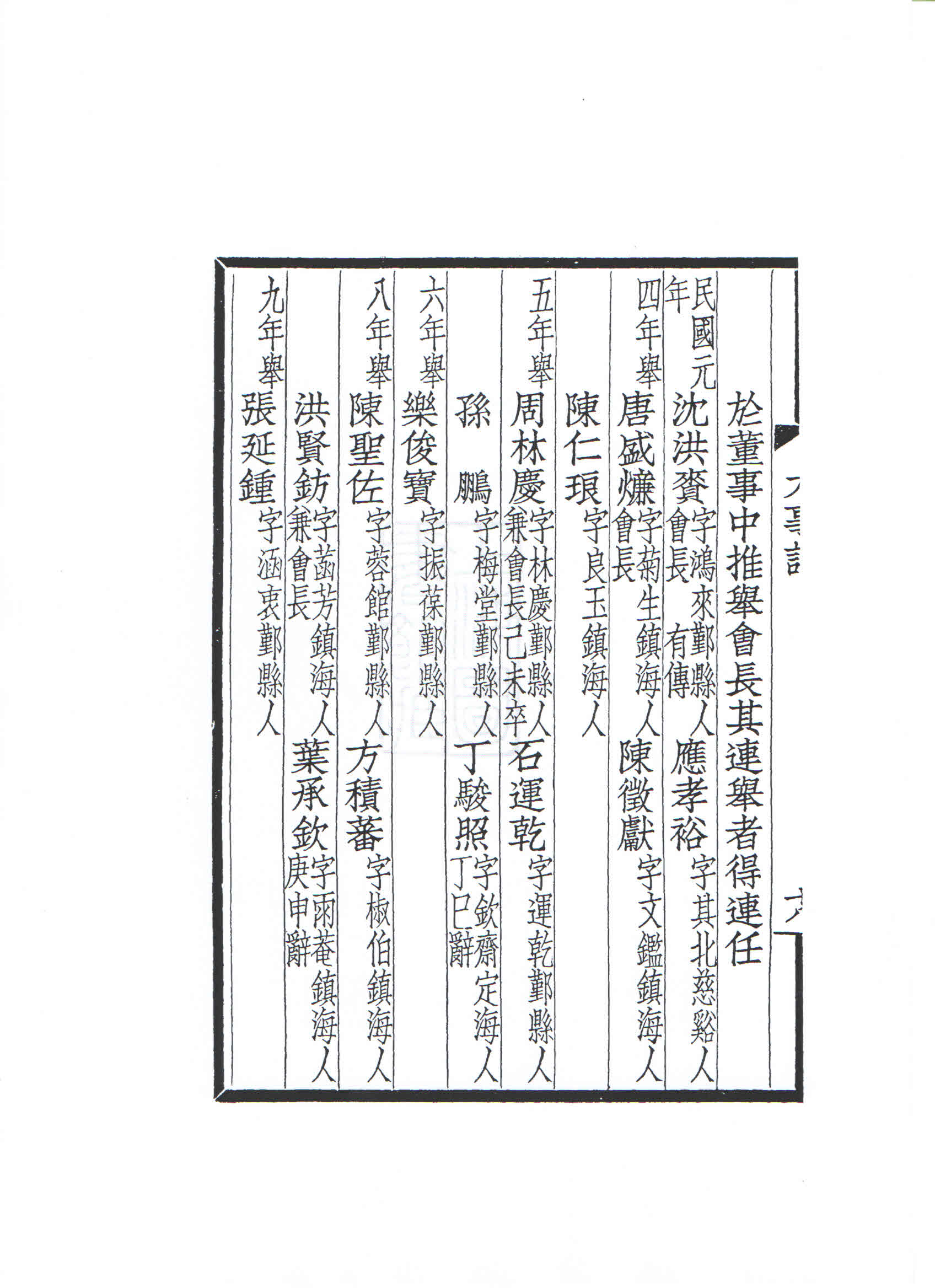
四明公所历届董事表第六页

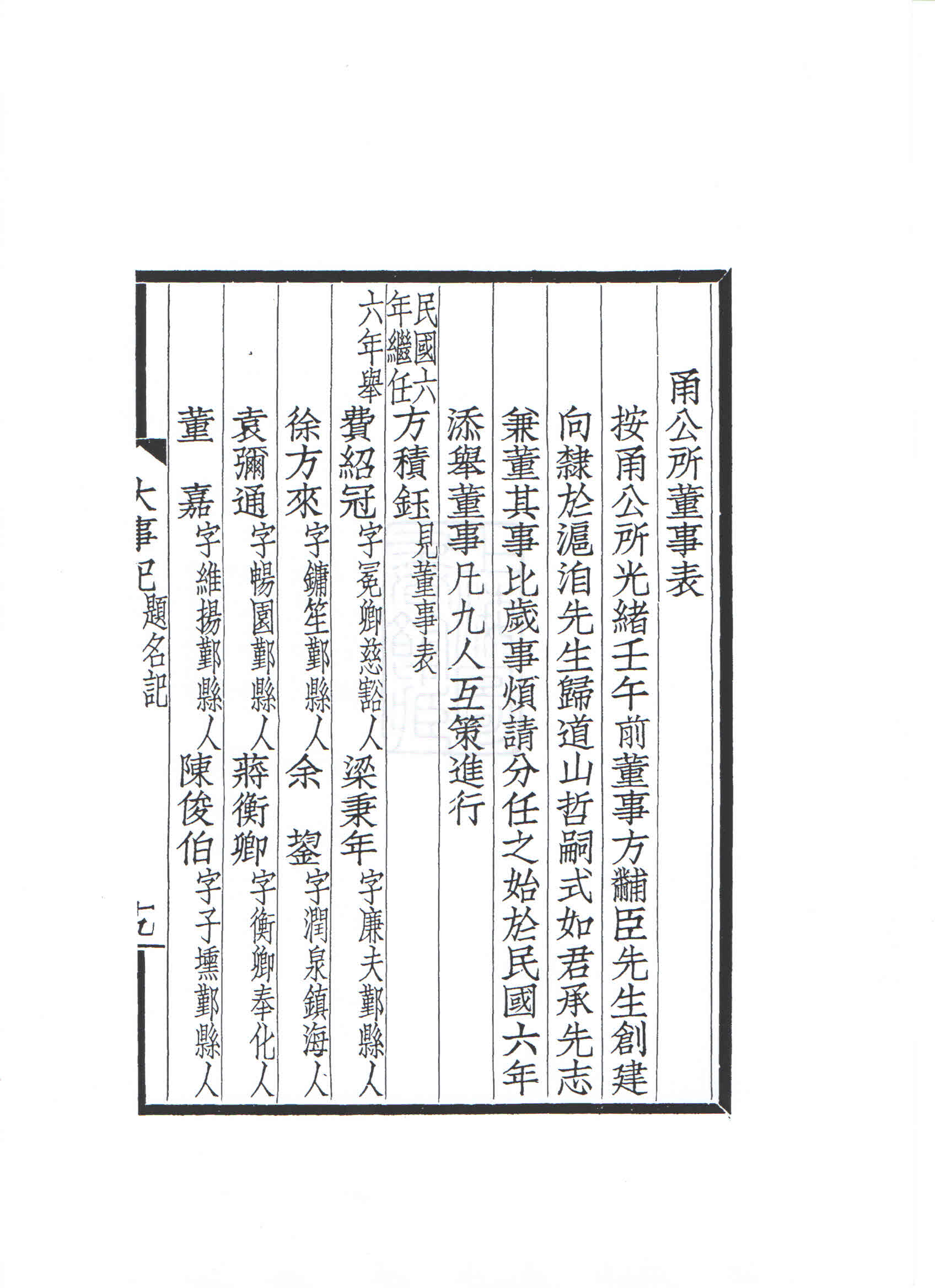
四明公所历届董事表第七页

四明公所事件是19世纪发生在上海法租界，由于征地筑路迁坟引起的法租界公董局与宁波同乡会之间的中外流血冲突事件，前后共有两次。1977年，该事件所在地点被选入上海市文物保护单位。

## 四明公所的创建
在清末民初前，上海宁波人的主要同乡团体是四明公所。四明公所在创建初期是一个殡舍义冢，最早称四明义厂，又称四明义园。创建者为钱随、费元圭、潘风占、王忠烈等人，他们发起以“一文善愿”的倡议：凡旅沪宁波同乡，每人每天捐一文钱，以三百文为一愿，这一倡议得到在沪的宁波同乡们广泛响应。经过几年的积累，在清嘉庆二年（1797），于上海县城北郊购地三十亩，次年建成殡舍，清嘉庆八年（1803）建成关帝庙，正门题额为“四明义厂”。
据《上海四明公所大事记》载，清嘉庆二年丁巳(1797)，甬人始建四明殡舍于上海县北郊二十五保四图。又载：“甬治滨海，东饶鱼盐之利，群山互抱，其主峰奇挺插天，上有四穴，如牌通光晷，故称四明，会稽之支别也。乡之地不足于耕，人多业贾，国以内名都大埠，工商所期会，必甬人开其先，外而欧美列邦，舟车所至，人力所通，罔不至焉。海通以来，沪为五洲绾毂地，来者尤众。先是乡人钱随、费元圭、潘风占、王忠烈，谋所以安旅榇者，创一文善愿，旅沪之乡人，各日输一钱，历年积累，于城固北郊购地三十亩强，为之基础，殡舍始建，即今之法租界民国路公所是也。”（宁波政协文史委编《上海四明公所史料》第371页）

## 三次重修扩建

### 第一次重修和扩建
四明义厂开业后，旅沪甬人厝柩日众，殡舍颇显狭隘。到道光年间，义厂因岁无常费，殿宇日渐败落，无人经营其事。道光十一年（1831），有董事谢绍心、方亨宁、方亨黉、庄锦等发起重修，修饰殿宇，设赊材所，又推广冢地，增建殡舍，改为“四明义园”。义园赊售棺材以助贫困同乡遗属，定期舟送寄柩归籍，以圆同乡叶落归根的遗愿。方亨宁倾其所有，购置市房、土地，将存款生息，以充公所财源。“岁无常费，殿宇剥落，旅客加多，殡舍狭隘，柩莫能容，冢地又低洼不洁。董事谢绍心、方亨宁、方亨黉、庄锦，惄焉伤之，建议兴修，既而募捐集成，拓地涓吉，鸠工庀材，自甲午七月至丙申八月工始竣。是役也，历时二载又一月，集资一万六千余缗(蓝志作一万六千余愿，愿四百八十文)。”（宁波政协文史委编《上海四明公所史料》第372页）
道光二十三年（1843），定海人蓝蔚雯任上海知县，为宁波同乡人。方亨宁侄子方仁照和方仁荣兄弟俩趁此机会与公所的董事谢心、庄巨等人商议，呈请蓝蔚雯将义园土地编入官图，给予免赋。由于有了乡情的关系，蓝蔚雯满口答应，还为公所义冢写志，镌成石碑。(中国宁波网)

### 第二次重修和扩建
5年以后，道光十六年丙申(1836)“是岁八月，缮修告竣，添建殡舍，增筑冢地，设赊材局，贫乏者得先领棺木，随时量力纳赀，不索偿，亦不取盈。更以余资营市房，租息所人，以充经费。时董其事者，谢、方而外，为庄鉅、方椿，复举邵炳协理之。”（宁波政协文史委编《上海四明公所史料》第372页）

### 第三次重修于扩建
至道光二十九年(1849)，五口通商约成，上海居五口之一，时徇法兰西之请，四明公所之地划入法兰西租界。咸丰三年 (1853)，红巾会匪刘丽川等作乱(即小刀会起义)，据上海县城，四明公所毁于战乱。董事方仁照、方仁荣兄弟召集同乡富贾商议，带头捐资，进行重建，恢复旧观，拓建济元堂，附设办事房，作为旅沪宁波人集会场所。“事平，董事方仁照等建议重修。八年戊午(1858)，重修议起，董事方仁照、方椿、邵炳，首输巨资，应者坌集。乃举邵炳总其成，经营二载，始复旧观，且加拓焉。前为关帝殿，后为地藏殿，旁为土地祠、祀事所。祠之两翼设龛，奉先董、申崇报也。祠旁启丙舍，得纳岁捐，厝柩其中。其殡厂之分男女者，更别为鄞、慈、镇、奉、象、定六邑各为一所。建济元堂，为乡人集会处，而办事室附焉。又后为赊材局及馆丁寓舍。即今制也。”（宁波政协文史委编《上海四明公所史料》第373页）历时两年乃成，更名为“四明公所。(中国宁波网)

## 第一次四明公所事件
同治十二年（1873），法租界当局认为四明公所在界内占地甚广，不纳税，有损其权益，要求恢复赋税，被公所拒绝。次年，法租界当局又以要新辟道路，贯穿公所，并派员到现场勘测，企图强行占领。农历四月初七，四明公所董事会开始讨论此事，方仁照之子方继善拿出之前订立的地界文书，据理力争。旅沪宁波籍同乡300多人聚集在公所周围声援，向侵入公所内的巡捕等进行抗议，并到法路政管理所工程师住宅交涉，要求取消筑路计划。工程师佩斯布瓦态度蛮横，竟向人群开枪，当场打死一人，更加激起群众愤怒，顿时集合同乡1500余人，包围法公董局，放火焚烧法国官员住宅和马棚。法方调集水兵登陆镇压，有7人被杀，12人重伤。事发后，方氏家族拿出原有四明公所地契及道光年间上海县批准文本资料，要求清政府通过外交途径进行交涉，但未获结果。直至光绪四年（1878），法国驻华公使与清政府总理衙门达成双边协议，且勒石为记，该协议刻在《为四明公所血案结案碑》上，其主要内容为：公所的“房屋冢地，永归宁波董事经营，免其迁移。凡冢地之内，永不得筑路开沟，造屋种植，致损葬棺”。
《上海四明公所大事记》记载：“公所西偏义冢，故有周垣，自英人驻兵，毁垣殆尽，一望平芜。先是法公董局请租地，弗许。上年冬，乃变计谋筑马路，诉诸有司，则诿西官，而西官又诿董局，往复辨难，彼此坚持。至是谋乃益亟，法领事葛笃将徇公董局请而强制之。时先通奉公方绾洋务，出而峻阻，法人疑左袒，执不可，乡人大愤，群起力争。”
四明公所血案的发生对宁波帮进一步紧密形成有重要影响，血案发生，全体旅沪甬人团结一致、奔走呼号，坚持不懈，要求惩办凶手、赔偿损失。最后于光绪四年（1878）由上海道与法国驻沪领事订立《四明公所公立议单》。协议规定：“此后法国租界内四明公所房屋冢地，永归宁波董事经管，免其迁移。凡冢地之内，永不得筑路、开沟、造房、种植，致损葬棺。由本总领事特饬公董局，令巡捕随时照料，以全善举，而敦和好”。此外，中国政府一次性偿银3.7万两，作为冲突中受损失的法国及意大利、奥地利侨民的补偿，法国人自愿从中提出7千两作为冲突中死难中国人的抚恤金。该协议被刻成《为四明公所血案结案碑》。第一次四明公所血案事件还具有强烈的爱国主义背景，不仅仅是宁波旅沪同乡抵抗外国殖民的胜利，也是中国城市人民反抗外国殖民主义者的第一次胜利。在这次事件中，董事方继善、严信厚等发挥了重要作用。《上海四明公所大事记》记载：“光绪四年戊寅(1878)，总理衙门与法国公使议订条款，立约完案。……时董事方继善、严信厚等，往返磋商，贤劳尤着。议单原文，泐石存公所。”

## 第二次四明公所事件
光绪二十四年戊戌(1898)，法人复侵公所冢地，于是发生了第二次四明公所血案。当时法公董局不顾信义，借口建造学校和医院，欲强行要求征收公所部分地产；遭到四明公所严正拒绝后，7月16日，悍然派遣法国兵舰“侦察”号陆战队弁兵拆毁公所围墙，进驻强占，并开枪打死了两名宁波人，伤多人。于是遭到了宁波旅沪同乡的强烈反抗，法兵再次镇压，共有17人惨遭杀害，伤者无数。这就是著名的第二次四明公所血案。事件发生后，30万旅沪宁波人群情激愤，掀起了声势浩大的反抗怒潮，举行各类罢工，“同乡公愤，辍市力争，凡执业于西商者，相率辞去，群起责难，法兵始撤。旋检成案详大吏，江督苏抚会檄藩司聂缉椝莅沪开议，自五月至十一月，案乃结。”
《上海四明公所史料》记载：“（光绪）二十四年夏，法人又议划冢地筑路，势将强制执行，甬人复大愤，南北市相约罢工，几再酿巨案，总督特派按察使莅沪查办，各国领事均出而和解，法人遂让步，于是明定界址，重造围墙，永久遵守。其时所董为方继善、严信厚、叶成忠、沈敦和等。而挺身力抗者，则工界沈洪赉也。”